# Заборка
Забо́рка (рос. Заборка) — присілок у складі Вікуловського району Тюменської області, Росія.
Населення — 187 осіб (2010, 224 у 2002).
Національний склад станом на 2002 рік:
- росіяни — 99 %